# 32 بومونا
بومونا (أو 32 بومونا وفق تسمية الكوكب الصغير) (بالإنجليزية: 32 Pomona)‏ هو كويكب ضمن حزام الكويكبات؛ وهو الكويكب الثاني والثلاثون من حيث ترتيب الاكتشاف.
اكتشف هيرمان غولدشميت هذا الكويكب في الساديس والعشرين من أكتوبر سنة 1854؛ وأسماه بومونا، على اسم إحدى الآلهة وفق الأساطير الرومانية.